# Truck Robinson
Leonard Eugene Robinson (ur. 4 października 1951 w Jacksonville) – amerykański zawodowy koszykarz, skrzydłowy, uczestnik spotkań gwiazd NBA, zaliczony do składu najlepszych zawodników ligi, trener.

## Osiągnięcia
NCAA
- Finalista NCAA Disivion II (1973)[4]
- 2-krotnie zaliczony do NCAA II All-Tournament Team (1973–1974)[5]
- Zaliczony do składu Little All-American (1973)[5]
- Wybrany do Tennessee Sports Hall of Fame (1998)[6]

NBA
- Finalista NBA (1975)[7]
- 2-krotny uczestnik NBA All-Star Game (1978, 1981)[1]
- Wybrany do All-NBA First Team (1978)[2]
- Lider NBA w:
  - zbiórkach (1978)[8]
  - średniej minut spędzanych na parkiecie (1978)[9]